# Петер Меландер, граф фон Хольцапфель
Петер Меландер, граф фон Хольцапфель (нем. Peter Melander von Holzappel; 1589—1648) — австрийский генерал-фельдмаршал, участник Тридцатилетней войны.

## Биография
Родился 8 февраля 1589 года в Гессене в крестьянской семье. После смерти отца, он примкнул к своему бездетному дяде, который состоял на службе у Морица Оранского и вскоре сам поступил на действительную военную службу Нидерландам. Некоторое время спустя перешёл на венецианскую службу. 
В 1641 году он перешёл к Священной Римской империи, где и получил титул имперского графа и чин фельдмаршала. 
Назначенный в 1647 году главнокомандующим, он, в ходе Тридцатилетней войны, довольно успешно боролся со шведскими войсками под началом Карла Густава Врангеля в Богемии, принимал участие в осаде Марбурга.
В мае 1648 года, в бою при Цусмарсхаузене, Петер Меландер, граф фон Хольцапфель был смертельно ранен.
В 1638 году он женился на графине Агнес Эфферн (нем. Agnes of Effern); в этом браке у них родился единственный ребёнок Шарлотта (нем. Elisabeth Charlotte, Countess of Holzappel; 1640—1707).